# Oláhgyűrűs
Oláhgyűrűs falu Romániában, Szatmár megyében.

## Fekvése
Szatmár megyében, Erdődtől délkeletre fekvő település.

## Története
Oláhgyűrűs nevét a korabeli oklevelek 1461-ben említik, ekkor Gyrus, majd 1470-ben Gyerews alakban írják nevét.
A település a Bélteki uradalom-hoz tartozott. 1634-ben a gyűrűsi oláh vajdaság központja volt, hozzá tartozott még Alsóboldád, Alsószokond, Kisszokond és Lopágy is. A szatmári béke után a birtokot gróf Károlyi Sándor kapta meg, s a Károlyi családé maradt egészen a 19. század közepéig.
A 20. század elején nagyobb birtokosa nem volt.

## Nevezetességek
- Görögkatolikus templom – 1833-ban épült.